# میرزابابا اصفهانی

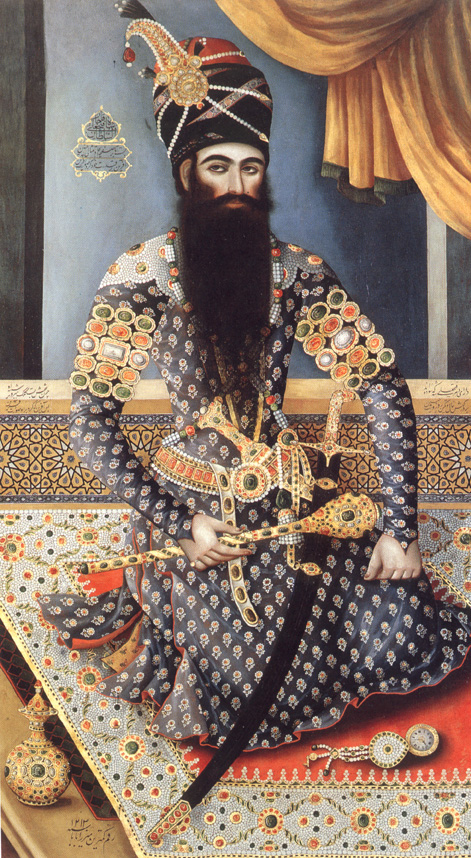
نگارگری فتحعلی‌شاه همراه با ساعت جیبی اثر میرزا بابا. تلفیق سنت نقاشی ایرانی و نقاشی اروپایی در این اثر مشهود است.

میرزا بابا اصفهانی نقاش نیمهٔ اول سدهٔ سیزدهم هجری در دورهٔ قاجار و از بنیان‌گذار شیوهٔ پیکرنگاری درباری و مکتب نقاشی قاجار است. وی از کسانی بود که باعث رواج فن رنگ روغن در ایران شد. او نخستین نقاش‌باشی دربار قاجار است.

## دوران فعالیت هنری

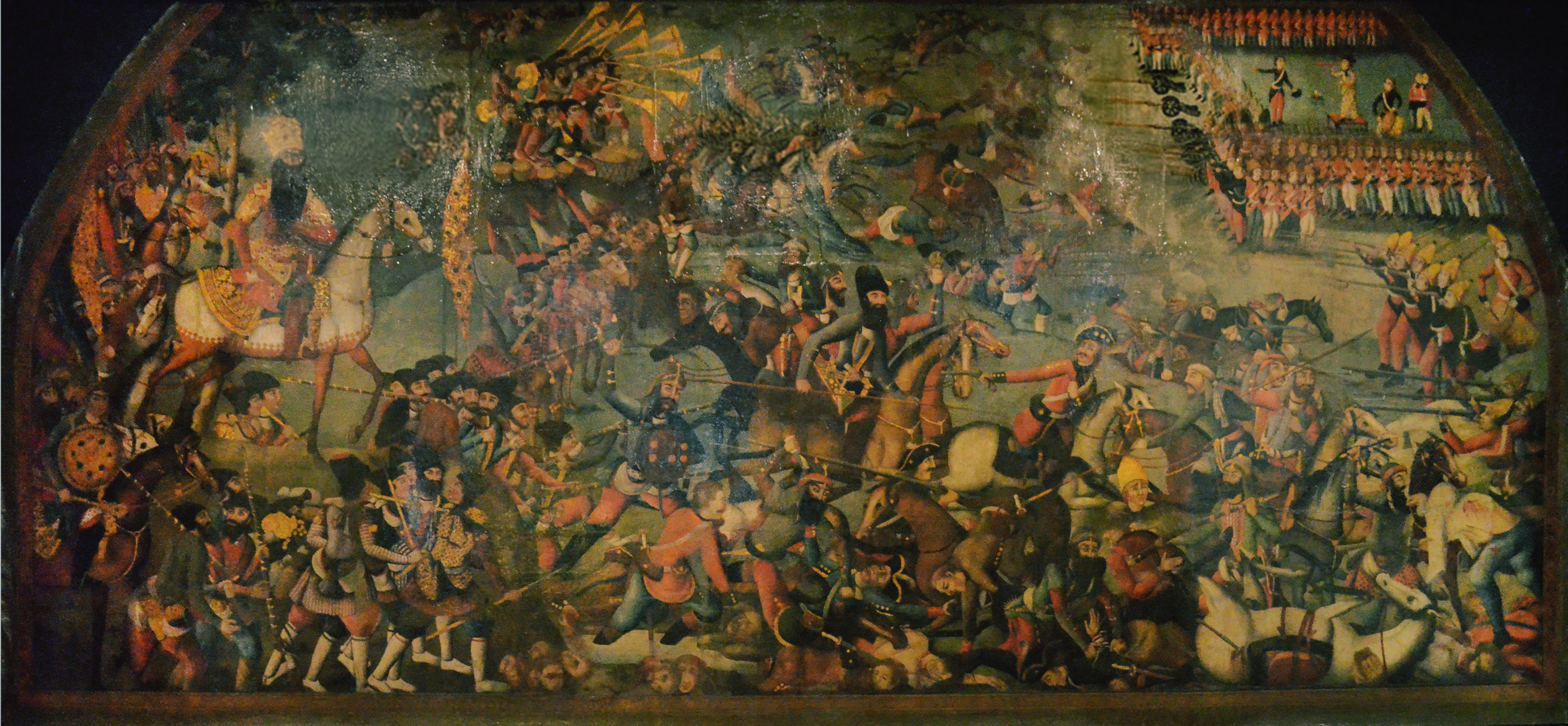
نگارگری پیروزی فتحعلی شاه بر روس ها در ایروان اثر میرزا بابا

از آثار میرزابابا برمی آید که در بین سال‌های ۱۲۰۰ و ۱۲۴۵ق فعالیت هنری داشته‌است. گفته‌اند که میرزا بابا اصفهانی بوده و در استرآباد برای خاندان قاجار کار می‌کرده‌است.
میرزا بابا ابتدا در دربار کریم‌خان زند مشغول نقاشی بود، و پس از نشستن آقامحمدخان به تخت سلطنت، در تهران به کار پرداخت و فنون و شگردهای مختلفی در هنر خود به کار بست. در اواخر عمر، نقاش‌باشیِ دربار فتحعلی‌شاه شد. او در نقاشی نقاشی رنگ روغن و سیاه‌قلم و تذهیب استاد بود. او در برخی از این نقاشی‌ها از سبکی شبیه سبک محمدصادق استفاده کرده‌است.
میرزا بابا همچنین در رشتهٔ گل‌وبوته و شبیه‌کشی تبحر داشت و قلمدان‌نگار هم بود.

## آثار
از او چندین پردهْ رنگ روغنی و تصاویری به شیوهٔ مینیاتور و گل‌وبوته‌نگاری باقی مانده‌است:
- تک‌چهرهٔ هرمز چهارم ساسانی در سال ۱۲۰۴ ق (تهران، موزهٔ سابق نگارستان) به احتمال زیاد وابسته به یک سلسله پرده نقاشی‌های تاریخی بود که بعدها هم این شیوه را ادامه داد؛ این نقاشی قدیمی‌ترین نقاشی تاریخ‌دار از میرزابابا است.[۵]
- تابلوی طبیعت بی‌جان انار و هندوانه و گل‌ها در سال ۱۲۰۸ ه‍.ق (در تهران، موزهٔ سابق نگارستان، از نخستین آثار میرزابابا). ابن نقاشی نسبت به زمینهٔ تاریخ هنر ایران یک دستاورد چشمگیر تلقی می‌شود.[۶]
- تصویر ملک‌شاه سلجوقی که همراه دو وزیرش که یکی از آن‌ها نظام‌الملک است (تهران، مجموعهٔ ابتهاج مربوط به ۱۲۱۴ ه‍.ق و در امتداد شیوهٖٔ ترسیم تک‌چهرهٔ هرمز).
- شمایل فتحعلی‌شاه با عمامهٔ جقه‌دار و جامه و اسلحهٔ گوهرنشان، که جلوی پنجره‌ای بر روی یک قالیچهْ مرصع نشسته‌است که شاید بهترین نقاشی میرزابابا باشد. (نگارگری فتحعلی‌شاه همراه با ساعت جیبی)
- تابلوی صف سلام فتحعلی‌شاه، از معروف‌ترین آثار او
- قابی چوبی حاوی تصویر شیرین و فرهاد در کوه بیستون (مربوط به ۱۲۰۸ ه‍.ق)
- اژدها و ققنوس (در سال ۱۲۰۳ ه‍. ق، محفوظ در مجموعهٔ پوتسی از جمله آثار اولیهٔ میرزا بابا).
- تصویر محمدشاه
- نقاشی مینیاتور از آقامحمدخان
- دیوان بسیار نفیس اشعار فتحعلی‌شاه مربوط به سال‌های آغازین سلطنت این شاه که حاوی اشعار فتحعلی‌شاه است که به نایب‌السطنهٔ انگلستان هدیه شده و اکنون در موزهٔ سلطنتی بریتانیا نگهداری می‌شود.